# Głazica
Głazica is een plaats in het Poolse district  Wejherowski, woiwodschap Pommeren. De plaats maakt deel uit van de gemeente Szemud en telt 192 inwoners.